# Kiessee Dreenkrögen
Der Kiessee Dreenkrögen ist ein durch Kiesabbau entstandener See nordöstlich des Ortes Dreenkrögen im Gemeindegebiet von Wöbbelin im Südwesten Mecklenburg-Vorpommerns.
Das Gewässer hat eine dreieckige Form und wird im Westen von einer Waldfläche begrenzt. Nördlich des Sees führt, abgetrennt durch einen schmalen Waldstreifen, die Bundesautobahn 24 vorbei. An der Ostseite, an der sich eine Badeanstalt befindet, verläuft eine Verbindungsstraße zwischen Dreenkrögen und Goldenstädt. Der See hat eine Fläche von 6,8 Hektar und einen Umfang von 1,2 Kilometern. Der Wasserspiegel befindet sich 35 m ü. NHN.
Das Gewässer ist ein Baggersee, der durch Kiesabbau entstand. Weitere Seen dieser Art direkt an der A 24 im Landkreis Ludwigslust-Parchim befinden sich nahe Kraak und Neu Zachun. Der Dreenkrögener Kiessee hat keine Zu- oder Abflüsse, wird durch Grundwasser gespeist und besitzt sehr klares Wasser.
Im See kommen Aale, Barsche, Bleie, Hechte, Karpfen, Plötze, Rotfedern und Karauschen vor. Er wird durch den Anglerverein  AV 1990 Neustadt-Glewe betreut. Das Befahren mit Booten, das Baden außerhalb der Badeanstalt und das Angeln an der Badeanstalt und der Autobahnseite sind nicht gestattet.